# Liste der Monuments historiques in Arras
Die Liste der Monuments historiques in Arras führt die Monuments historiques in der französischen Stadt Arras auf.

## Liste der Bauwerke
| Bezeichnung                                 | Beschreibung | Standort                                                     | Kennzeichnung | Schutzstatus | Datum     | Bild |
| ------------------------------------------- | ------------ | ------------------------------------------------------------ | ------------- | ------------ | --------- | ---- |
| Abtei von Henin-Liétard                     |              | 12 rue Victor-Hugo (Lage)                                    | PA00107960    | Inscrit      | 1946      |      |
| Niederlassung der Abtei von Mont Saint-Éloi |              | Place du Wetz-d’Amain (Lage)                                 | PA00107961    | Inscrit      | 1929 1946 |      |
| Abtei Saint-Vaast                           |              | (Lage)                                                       | PA00107962    | Classé       | 1907      |      |
| Beffroi                                     |              | (Lage)                                                       | PA00107963    | Classé       | 1840      |      |
| Kathedrale Notre-Dame-et-Saint-Vaast        |              | (Lage)                                                       | PA00107964    | Classé       | 1906      |      |
| Kapelle der Chariottes                      |              | (Lage)                                                       | PA00107965    | Classé       | 1921      |      |
| Zitadelle (auch zu Achicourt)               |              | (Lage)                                                       | PA00107966    | Classé       | 2012      |      |
| Klarissenkloster                            |              | 1 rue Sainte-Claire (Lage)                                   | PA00107967    | Inscrit      | 1946      |      |
| Frühchristliches Bauwerk                    |              | Place de la Préfecture (Lage)                                | PA00135493    | Inscrit      | 1995      |      |
| Fontaine du Pont-de-Cité                    |              | Place Pont-de-Cité Rue du 29-Juillet Rue Saint-Aubert (Lage) | PA00107968    | Inscrit      | 1988      |      |
| Krankenhaus Saint-Éloy                      |              | 11 place de l'Ancien-Rivage (Lage)                           | PA00107969    | Inscrit      | 1946      |      |
| Hospiz Sainte-Agnès                         |              | Rue Sainte-Agnès Place Saint-Étienne (Lage)                  | PA00107970    | Inscrit      | 1947      |      |
| Hôtel de la Basecque                        |              | 12 rue Emile-Legrelle (Lage)                                 | PA00107971    | Classé       | 1976      |      |
| Hôtel de Beauffort                          |              | 3 bis rue Aristide Briand (Lage)                             | PA62000132    | Inscrit      | 2012      |      |
| Hôtel du Bois de Fosseux                    |              | 14 rue du Marché-au-Filé (Lage)                              | PA00107972    | Inscrit      | 1946      |      |
| Notarkammer von Pas-de-Calais               |              | 1bis rue du Collège (Lage)                                   | PA62000069    | Inscrit      | 2006      |      |
| Hôtel de Gomiecourt                         |              | 10 rue Émile-Legrelle (Lage)                                 | PA00107973    | Inscrit      | 1947      |      |
| Hôtel Lefèbvre-Cayet                        |              | 2 rue des Fours (Lage)                                       | PA00107974    | Inscrit      | 1977      |      |
| Hôtel de Lur-Saluces                        |              | 4 (?) rue des Portes-Cochères (Lage)                         | PA00107975    | Inscrit      | 1946      |      |
| Stadtpalais                                 |              | 2 rue Notre-Dame 17 place de la Préfecture (Lage)            | PA62000147    | Inscrit      | 2015      |      |
| Präfektur                                   |              | 20 place de la Préfecture (Lage)                             | PA00135494    | Inscrit      | 1995      |      |
| Hôtel de Guînes                             |              | 2 rue des Jongleurs (Lage)                                   | PA00107976    | Inscrit      | 1999      |      |
| Hôtel de la Verdure                         |              | 18 rue Émile-Legrelle (Lage)                                 | PA00107977    | Classé       | 1976      |      |
| Hôtel de ville                              |              | (Lage)                                                       | PA00107978    | Classé       | 1921      |      |
| Gebäude                                     |              | 1 Grand-Place (Lage)                                         | PA00107995    | Classé       | 1919      |      |
| Gebäude                                     |              | 2 Grand-Place (Lage)                                         | PA00107996    | Classé       | 1920      |      |
| Gebäude                                     |              | 2bis Grand-Place (Lage)                                      | PA00107997    | Classé       | 1920      |      |
| Gebäude                                     |              | 2ter Grand-Place (Lage)                                      | PA00107998    | Classé       | 1919      |      |
| Gebäude                                     |              | 2quater Grand-Place 14 rue de la Taillerie (Lage)            | PA00107999    | Classé       | 1920      |      |
| Gebäude                                     |              | 3 Grand-Place (Lage)                                         | PA00108000    | Classé       | 1920      |      |
| Gebäude                                     |              | 4 Grand-Place (Lage)                                         | PA00108001    | Classé       | 1920      |      |
| Gebäude                                     |              | 5 Grand-Place (Lage)                                         | PA00108002    | Classé       | 1921      |      |
| Gebäude                                     |              | 6 Grand-Place (Lage)                                         | PA00108003    | Classé       | 1919      |      |
| Gebäude                                     |              | 7 Grand-Place (Lage)                                         | PA00108004    | Classé       | 1921      |      |
| Gebäude                                     |              | 8 Grand-Place (Lage)                                         | PA00108005    | Classé       | 1920      |      |
| Gebäude                                     |              | 9 Grand-Place (Lage)                                         | PA00108006    | Classé       | 1919      |      |
| Gebäude                                     |              | 10 Grand-Place (Lage)                                        | PA00108007    | Classé       | 1920      |      |
| Gebäude                                     |              | 11 Grand-Place (Lage)                                        | PA00108008    | Classé       | 1919      |      |
| Gebäude                                     |              | 12 Grand-Place (Lage)                                        | PA00108009    | Classé       | 1921      |      |
| Gebäude                                     |              | 13 Grand-Place Rue du Noble (Lage)                           | PA00108010    | Classé       | 1919      |      |
| Gebäude                                     |              | 14 Grand-Place (Lage)                                        | PA00108011    | Classé       | 1920      |      |
| Gebäude                                     |              | 15 Grand-Place Rue du Noble (Lage)                           | PA00108012    | Classé       | 1920 1921 |      |
| Gebäude                                     |              | 16 Grand-Place (Lage)                                        | PA00108013    | Classé       | 1920      |      |
| Gebäude                                     |              | 17 Grand-Place (Lage)                                        | PA00108014    | Classé       | 1920      |      |
| Gebäude                                     |              | 18 Grand-Place (Lage)                                        | PA00108015    | Classé       | 1920      |      |
| Gebäude                                     |              | 19 Grand-Place (Lage)                                        | PA00108016    | Classé       | 1920      |      |
| Gebäude                                     |              | 20 Grand-Place (Lage)                                        | PA00108017    | Classé       | 1920      |      |
| Gebäude                                     |              | 21 Grand-Place (Lage)                                        | PA00108018    | Classé       | 1921      |      |
| Gebäude                                     |              | 22 Grand-Place (Lage)                                        | PA00108019    | Classé       | 1920      |      |
| Gebäude                                     |              | 23 Grand-Place (Lage)                                        | PA00108020    | Classé       | 1920      |      |
| Gebäude                                     |              | 25 Grand-Place (Lage)                                        | PA00108021    | Classé       | 1920      |      |
| Gebäude                                     |              | 27 Grand-Place (Lage)                                        | PA00108022    | Classé       | 1919      |      |
| Gebäude                                     |              | 28 Grand-Place (Lage)                                        | PA00108023    | Classé       | 1920      |      |
| Gebäude                                     |              | 29 Grand-Place (Lage)                                        | PA00108024    | Classé       | 1920      |      |
| Gebäude                                     |              | 30 Grand-Place (Lage)                                        | PA00108025    | Classé       | 1920      |      |
| Gebäude                                     |              | 30bis Grand-Place (Lage)                                     | PA00108026    | Classé       | 1920      |      |
| Gebäude                                     |              | 31 Grand-Place (Lage)                                        | PA00108027    | Classé       | 1920      |      |
| Gebäude                                     |              | 32 Grand-Place (Lage)                                        | PA00108028    | Classé       | 1920      |      |
| Gebäude                                     |              | 33 Grand-Place (Lage)                                        | PA00108029    | Classé       | 1921      |      |
| Gebäude                                     |              | 34 Grand-Place (Lage)                                        | PA00108030    | Classé       | 1920      |      |
| Gebäude                                     |              | 35 Grand-Place (Lage)                                        | PA00108031    | Classé       | 1920      |      |
| Gebäude                                     |              | 36 Grand-Place (Lage)                                        | PA00108032    | Classé       | 1920      |      |
| Gebäude                                     |              | 37 Grand-Place (Lage)                                        | PA00108033    | Classé       | 1919      |      |
| Gebäude                                     |              | 40 Grand-Place (Lage)                                        | PA00108034    | Classé       | 1920      |      |
| Gebäude                                     |              | 41 Grand-Place (Lage)                                        | PA00108035    | Classé       | 1920      |      |
| Gebäude                                     |              | 42 Grand-Place (Lage)                                        | PA00108036    | Classé       | 1920      |      |
| Gebäude                                     |              | 43 Grand-Place (Lage)                                        | PA00108037    | Classé       | 1920      |      |
| Gebäude                                     |              | 44 Grand-Place (Lage)                                        | PA00108038    | Classé       | 1920      |      |
| Gebäude                                     |              | 45 Grand-Place (Lage)                                        | PA00108039    | Classé       | 1919      |      |
| Gebäude                                     |              | 46 Grand-Place (Lage)                                        | PA00108040    | Classé       | 1919      |      |
| Gebäude                                     |              | 47 Grand-Place (Lage)                                        | PA00108041    | Classé       | 1919      |      |
| Gebäude                                     |              | 48 Grand-Place (Lage)                                        | PA00108042    | Classé       | 1921      |      |
| Gebäude                                     |              | 49 Grand-Place (Lage)                                        | PA00108043    | Classé       | 1920      |      |
| Gebäude                                     |              | 50 Grand-Place (Lage)                                        | PA00108044    | Classé       | 1920      |      |
| Maison                                      |              | 51 Grand-Place (Lage)                                        | PA00108045    | Classé       | 1921 1998 |      |
| Gebäude                                     |              | 52 Grand-Place (Lage)                                        | PA00108046    | Classé       | 1920      |      |
| Haus                                        |              | 53 Grand-Place (Lage)                                        | PA00108047    | Classé       | 1919 1998 |      |
| Gebäude                                     |              | 54 Grand-Place (Lage)                                        | PA00108048    | Classé       | 1920      |      |
| Gebäude                                     |              | 55 Grand-Place (Lage)                                        | PA00108049    | Classé       | 1920      |      |
| Gebäude                                     |              | 56 Grand-Place (Lage)                                        | PA00108050    | Classé       | 1919      |      |
| Gebäude                                     |              | 57 Grand-Place (Lage)                                        | PA00108051    | Classé       | 1919      |      |
| Gebäude                                     |              | 58 Grand-Place (Lage)                                        | PA00108052    | Classé       | 1921      |      |
| Gebäude                                     |              | 59 Grand-Place (Lage)                                        | PA00108053    | Classé       | 1919      |      |
| Gebäude                                     |              | 60 Grand-Place (Lage)                                        | PA00108054    | Classé       | 1919      |      |
| Gebäude                                     |              | 61 Grand-Place (Lage)                                        | PA00108055    | Classé       | 1919      |      |
| Gebäude                                     |              | 62 Grand-Place (Lage)                                        | PA00108056    | Classé       | 1921      |      |
| Gebäude                                     |              | 64 Grand-Place (Lage)                                        | PA00108057    | Classé       | 1919      |      |
| Gebäude                                     |              | 66 Grand-Place (Lage)                                        | PA00108058    | Classé       | 1920      |      |
| Gebäude                                     |              | 68 Grand-Place (Lage)                                        | PA00108059    | Classé       | 1921      |      |
| Gebäude                                     |              | 70 Grand-Place (Lage)                                        | PA00108060    | Classé       | 1921      |      |
| Gebäude                                     |              | 72 Grand-Place (Lage)                                        | PA00108061    | Classé       | 1920      |      |
| Gebäude                                     |              | 74 Grand-Place (Lage)                                        | PA00108062    | Classé       | 1920      |      |
| Gebäude                                     |              | 76 Grand-Place (Lage)                                        | PA00108063    | Classé       | 1920      |      |
| Gebäude                                     |              | 2 place des Héros (Lage)                                     | PA00108077    | Classé       | 1921      |      |
| Gebäude                                     |              | 4 place des Héros (Lage)                                     | PA00108078    | Classé       | 1920      |      |
| Gebäude                                     |              | 5 place des Héros (Lage)                                     | PA00108079    | Classé       | 1926      |      |
| Gebäude                                     |              | 6 place des Héros (Lage)                                     | PA00108080    | Classé       | 1921      |      |
| Gebäude                                     |              | 7 place des Héros (Lage)                                     | PA00108081    | Classé       | 1919      |      |
| Gebäude                                     |              | 8 place des Héros (Lage)                                     | PA00108082    | Classé       | 1921      |      |
| Gebäude                                     |              | 9 place des Héros (Lage)                                     | PA00108083    | Classé       | 1921      |      |
| Gebäude                                     |              | 10 place des Héros (Lage)                                    | PA00108084    | Classé       | 1919      |      |
| Gebäude                                     |              | 11 place des Héros (Lage)                                    | PA00108085    | Classé       | 1921      |      |
| Gebäude                                     |              | 12 place des Héros (Lage)                                    | PA00108086    | Classé       | 1921      |      |
| Gebäude                                     |              | 14 place des Héros (Lage)                                    | PA00108087    | Classé       | 1921      |      |
| Gebäude                                     |              | 16 place des Héros (Lage)                                    | PA00108088    | Classé       | 1921      |      |
| Gebäude                                     |              | 17 place des Héros (Lage)                                    | PA00108089    | Classé       | 1920      |      |
| Gebäude                                     |              | 18 place des Héros (Lage)                                    | PA00108090    | Classé       | 1919      |      |
| Gebäude                                     |              | 19 place des Héros (Lage)                                    | PA00108091    | Classé       | 1920      |      |
| Gebäude                                     |              | 20 place des Héros (Lage)                                    | PA00108092    | Classé       | 1921      |      |
| Gebäude                                     |              | 21 place des Héros (Lage)                                    | PA00108093    | Classé       | 1919      |      |
| Gebäude                                     |              | 22 place des Héros (Lage)                                    | PA00108094    | Classé       | 1921      |      |
| Gebäude                                     |              | 23 place des Héros (Lage)                                    | PA00108095    | Classé       | 1920      |      |
| Gebäude                                     |              | 24 place des Héros (Lage)                                    | PA00108096    | Classé       | 1921      |      |
| Gebäude                                     |              | 25 place des Héros (Lage)                                    | PA00108097    | Classé       | 1919      |      |
| Gebäude                                     |              | 26 place des Héros (Lage)                                    | PA00108098    | Classé       | 1920      |      |
| Gebäude                                     |              | 27 place des Héros (Lage)                                    | PA00108099    | Classé       | 1919      |      |
| Gebäude                                     |              | 28 place des Héros (Lage)                                    | PA00108100    | Classé       | 1919      |      |
| Gebäude                                     |              | 29 place des Héros (Lage)                                    | PA00108101    | Classé       | 1920      |      |
| Gebäude                                     |              | 30 place des Héros (Lage)                                    | PA00108102    | Classé       | 1919      |      |
| Gebäude                                     |              | 31 place des Héros (Lage)                                    | PA00108103    | Classé       | 1919      |      |
| Gebäude                                     |              | 32 place des Héros (Lage)                                    | PA00108104    | Classé       | 1919      |      |
| Gebäude                                     |              | 33 place des Héros (Lage)                                    | PA00108105    | Classé       | 1919      |      |
| Gebäude                                     |              | 34 place des Héros (Lage)                                    | PA00108106    | Classé       | 1921      |      |
| Gebäude                                     |              | 35 place des Héros (Lage)                                    | PA00108107    | Classé       | 1919      |      |
| Gebäude                                     |              | 36 place des Héros (Lage)                                    | PA00108108    | Classé       | 1921      |      |
| Gebäude                                     |              | 38 place des Héros (Lage)                                    | PA00108109    | Classé       | 1919      |      |
| Gebäude                                     |              | 39 place des Héros Rue de la Taillerie (Lage)                | PA00108110    | Classé       | 1920 1921 |      |
| Gebäude                                     |              | 42 place des Héros (Lage)                                    | PA00108111    | Classé       | 1921      |      |
| Gebäude                                     |              | 44 place des Héros (Lage)                                    | PA00108112    | Classé       | 1920      |      |
| Gebäude                                     |              | 46 place des Héros (Lage)                                    | PA00108113    | Classé       | 1921      |      |
| Gebäude                                     |              | 48 place des Héros (Lage)                                    | PA00108114    | Classé       | 1919      |      |
| Gebäude                                     |              | 50 place des Héros (Lage)                                    | PA00108115    | Classé       | 1919      |      |
| Gebäude                                     |              | 52 place des Héros (Lage)                                    | PA00108116    | Classé       | 1919      |      |
| Gebäude                                     |              | 54 place des Héros (Lage)                                    | PA00108117    | Classé       | 1919      |      |
| Gebäude                                     |              | 56 place des Héros (Lage)                                    | PA00108118    | Classé       | 1919      |      |
| Gebäude                                     |              | 56bis place des Héros (Lage)                                 | PA00108119    | Classé       | 1920      |      |
| Gebäude                                     |              | 58 place des Héros (Lage)                                    | PA00108120    | Classé       | 1919      |      |
| Gebäude                                     |              | 60 place des Héros (Lage)                                    | PA00108121    | Classé       | 1920      |      |
| Gebäude                                     |              | 62 place des Héros (Lage)                                    | PA00108122    | Classé       | 1919      |      |
| Gebäude                                     |              | 64 place des Héros (Lage)                                    | PA00108123    | Classé       | 1920      |      |
| Gebäude                                     |              | 66 place des Héros (Lage)                                    | PA00108124    | Classé       | 1919      |      |
| Gebäude                                     |              | 68 place des Héros (Lage)                                    | PA00108125    | Classé       | 1919      |      |
| Gebäude                                     |              | 70 place des Héros (Lage)                                    | PA00108126    | Classé       | 1920      |      |
| Gebäude                                     |              | 72, 74 place des Héros (Lage)                                | PA00108127    | Classé       | 1919      |      |
| Gebäude                                     |              | 76 place des Héros (Lage)                                    | PA00108128    | Classé       | 1919      |      |
| Gebäude                                     |              | 4 rue du Marché-au-Filé (Lage)                               | PA00108070    | Classé       | 1922      |      |
| Gebäude                                     |              | 117 rue Méaulens (Lage)                                      | PA00108074    | Inscrit      | 1942      |      |
| Gebäude                                     |              | 1 rue de Paris Place du 33e (Lage)                           | PA00108075    | Inscrit      | 1946      |      |
| Gebäude                                     |              | 1 rue de la Taillerie (Lage)                                 | PA00108134    | Classé       | 1921      |      |
| Gebäude                                     |              | 3 rue de la Taillerie (Lage)                                 | PA00108135    | Classé       | 1920      |      |
| Gebäude                                     |              | 4 rue de la Taillerie (Lage)                                 | PA00108136    | Classé       | 1919      |      |
| Gebäude                                     |              | 5 rue de la Taillerie (Lage)                                 | PA00108137    | Classé       | 1921      |      |
| Gebäude                                     |              | 6 rue de la Taillerie (Lage)                                 | PA00108138    | Classé       | 1920      |      |
| Gebäude                                     |              | 7 rue de la Taillerie (Lage)                                 | PA00108139    | Classé       | 1920      |      |
| Gebäude                                     |              | 8 rue de la Taillerie (Lage)                                 | PA00108140    | Classé       | 1919      |      |
| Gebäude                                     |              | 9 rue de la Taillerie (Lage)                                 | PA00108141    | Classé       | 1920      |      |
| Gebäude                                     |              | 10 rue de la Taillerie (Lage)                                | PA00108142    | Classé       | 1920      |      |
| Gebäude                                     |              | 11 rue de la Taillerie (Lage)                                | PA00108143    | Classé       | 1921      |      |
| Gebäude                                     |              | 12 rue de la Taillerie (Lage)                                | PA00108144    | Classé       | 1920      |      |
| Gebäude                                     |              | 13 rue de la Taillerie (Lage)                                | PA00108145    | Classé       | 1919      |      |
| Gebäude                                     |              | 15 rue de la Taillerie (Lage)                                | PA00108146    | Classé       | 1921      |      |
| Gebäude                                     |              | 16 rue de la Taillerie (Lage)                                | PA00108147    | Classé       | 1919      |      |
| Gebäude                                     |              | 17 rue de la Taillerie (Lage)                                | PA00108148    | Classé       | 1919      |      |
| Gebäude                                     |              | 18 rue de la Taillerie (Lage)                                | PA00108149    | Classé       | 1920      |      |
| Gebäude                                     |              | 19 rue de la Taillerie (Lage)                                | PA00108150    | Classé       | 1919      |      |
| Gebäude                                     |              | 20 rue de la Taillerie (Lage)                                | PA00108151    | Classé       | 1920      |      |
| Gebäude                                     |              | 21 rue de la Taillerie (Lage)                                | PA00108152    | Classé       | 1919      |      |
| Gebäude                                     |              | 22 rue de la Taillerie (Lage)                                | PA00108153    | Classé       | 1919      |      |
| Gebäude                                     |              | 23 rue de la Taillerie (Lage)                                | PA00108154    | Classé       | 1919      |      |
| Gebäude                                     |              | 24 rue de la Taillerie (Lage)                                | PA00108155    | Classé       | 1920      |      |
| Gebäude                                     |              | 26 rue de la Taillerie (Lage)                                | PA00108156    | Classé       | 1920      |      |
| Gebäude                                     |              | 28 rue de la Taillerie (Lage)                                | PA00108157    | Classé       | 1920      |      |
| Gebäude                                     |              | 30 rue de la Taillerie (Lage)                                | PA00108158    | Classé       | 1921      |      |
| Magasin aux Allées                          |              | 4 avenue du Général Sarrail (Lage)                           | PA00107979    | Inscrit      | 2012      |      |
| Haus                                        |              | 17 rue des Agaches (Lage)                                    | PA00107987    | Inscrit      | 1946      |      |
| Haus                                        |              | 41, 43 rue d’Amiens (Lage)                                   | PA00107988    | Inscrit      | 1946      |      |
| Haus                                        |              | 48 rue d’Amiens (Lage)                                       | PA00107989    | Inscrit      | 1946      |      |
| Haus                                        |              | 9 place de l’Ancien-Rivage (Lage)                            | PA00107991    | Inscrit      | 1946      |      |
| Haus (zerstört)                             |              | 16 rue Aristide-Briand (Lage)                                | PA00107992    | Inscrit      | 1946      |      |
| Haus                                        |              | 77 rue des Augustines (Lage)                                 | PA00107993    | Inscrit      | 1987      |      |
| Haus                                        |              | 1 place Guy-Mollet (Lage)                                    | PA00108064    | Classé       | 1976      |      |
| Haus                                        |              | 3 place Guy-Mollet (Lage)                                    | PA00108065    | Inscrit      | 1976      |      |
| Haus                                        |              | 5 place Guy-Mollet (Lage)                                    | PA00108066    | Inscrit      | 1984      |      |
| Haus                                        |              | 5bis place Guy-Mollet (Lage)                                 | PA00108067    | Inscrit      | 1984      |      |
| Haus                                        |              | 18 place Guy-Mollet (Lage)                                   | PA00108068    | Inscrit      | 1976      |      |
| Haus                                        |              | 6 rue des Jongleurs (Lage)                                   | PA00108069    | Inscrit      | 1946      |      |
| Haus (zerstört)                             |              | 71 rue Méaulens (Lage)                                       | PA00108072    | Inscrit      | 1942      |      |
| Haus (zerstört)                             |              | 97 rue Méaulens (Lage)                                       | PA00108073    | Inscrit      | 1946      |      |
| Haus                                        |              | 25 rue Paul-Doumer (Lage)                                    | PA00108076    | Inscrit      | 1946      |      |
| Haus                                        |              | 2 rue des Promenades Rue Victor-Hugo (Lage)                  | PA00108129    | Inscrit      | 1948      |      |
| Haus                                        |              | 2 grande-rue du Rivage (Lage)                                | PA00108130    | Inscrit      | 1946      |      |
| Haus                                        |              | 9 rue Rohart-Courtin Place Victor-Hugo (Lage)                | PA00108131    | Inscrit      | 1948      |      |
| Haus                                        |              | 12 rue Sainte-Croix (Lage)                                   | PA00108132    | Inscrit      | 1946      |      |
| Haus                                        |              | 14 rue Sainte-Croix (Lage)                                   | PA00108133    | Inscrit      | 1946      |      |
| Haus                                        |              | 4 rue du Tripot                                              | PA00108159    | Inscrit      | 1946      |      |
| Haus                                        |              | 1 place Victor-Hugo (Lage)                                   | PA00108160    | Inscrit      | 1948      |      |
| Haus                                        |              | 2 place Victor-Hugo (Lage)                                   | PA00108161    | Inscrit      | 1948      |      |
| Haus                                        |              | 3 place Victor-Hugo (Lage)                                   | PA00108162    | Inscrit      | 1948      |      |
| Haus                                        |              | 4 place Victor-Hugo (Lage)                                   | PA00108163    | Inscrit      | 1948      |      |
| Haus                                        |              | 5 place Victor-Hugo (Lage)                                   | PA00108164    | Inscrit      | 1948      |      |
| Haus                                        |              | 6 place Victor-Hugo (Lage)                                   | PA00108165    | Inscrit      | 1948      |      |
| Haus                                        |              | 7 place Victor-Hugo (Lage)                                   | PA00108166    | Inscrit      | 1948      |      |
| Haus                                        |              | 8 place Victor-Hugo (Lage)                                   | PA00108167    | Inscrit      | 1948      |      |
| Haus                                        |              | 9 place Victor-Hugo (Lage)                                   | PA00108168    | Inscrit      | 1948      |      |
| Haus                                        |              | 11 place Victor-Hugo (Lage)                                  | PA00108169    | Inscrit      | 1948      |      |
| Haus                                        |              | 12 place Victor-Hugo (Lage)                                  | PA00108170    | Inscrit      | 1948      |      |
| Haus                                        |              | 13 place Victor-Hugo (Lage)                                  | PA00108171    | Inscrit      | 1948      |      |
| Haus                                        |              | 14 place Victor-Hugo (Lage)                                  | PA00108172    | Inscrit      | 1948      |      |
| Haus                                        |              | 15 place Victor-Hugo (Lage)                                  | PA00108173    | Inscrit      | 1948      |      |
| Haus                                        |              | 16 place Victor-Hugo (Lage)                                  | PA00108174    | Inscrit      | 1948      |      |
| Haus                                        |              | 17 place Victor-Hugo (Lage)                                  | PA00108175    | Inscrit      | 1948      |      |
| Haus                                        |              | 18 place Victor-Hugo (Lage)                                  | PA00108176    | Inscrit      | 1948      |      |
| Haus                                        |              | 19 place Victor-Hugo (Lage)                                  | PA00108177    | Inscrit      | 1948      |      |
| Haus                                        |              | 20 place Victor-Hugo (Lage)                                  | PA00108178    | Inscrit      | 1948      |      |
| Haus                                        |              | 22 place Victor-Hugo (Lage)                                  | PA00108179    | Inscrit      | 1948      |      |
| Haus                                        |              | 6 rue Victor-Hugo (Lage)                                     | PA00108180    | Inscrit      | 1948      |      |
| Haus la Charrette                           |              | 18 rue du Marché-au-Filé (Lage)                              | PA00108071    | Inscrit      | 1946      |      |
| Haus la Renommée                            |              | 65 rue d'Amiens (Lage)                                       | PA00107990    | Inscrit      | 1946      |      |
| Haus                                        |              | 16 rue Delansorne (Lage)                                     | PA00107994    | Inscrit      | 1946      |      |
| Kanonikerhaus                               |              | 14 place de la Préfecture (Lage)                             | PA00107980    | Inscrit      | 1942      |      |
| Maison des Sirènes                          |              | 16 place du Théâtre (Lage)                                   | PA00107981    | Inscrit      | 1942      |      |
| Palais des États d’Artois                   |              | Place des États Rue Delansorne Place Longlet (Lage)          | PA00107982    | Classé       | 1946      |      |
| Porte Méaulens                              |              | 119 rue Méaulens (Lage)                                      | PA00107984    | Inscrit      | 1942      |      |
| Quartier Schramm                            |              | Place du 33e RI Rue Sainte-Claire (Lage)                     | PA00107983    | Inscrit      | 1946 2012 |      |
| Festungsanlagen                             |              |                                                              | PA00107985    | Inscrit      | 1945      |      |
| Tempel der Cybele                           |              | 79 rue Baudimont (Lage)                                      | PA00135492    | Inscrit      | 1995      |      |
| Temple protestant                           |              | 16 rue Victor-Hugo (Lage)                                    | PA62000107    | Inscrit      | 2010      |      |
| Theater                                     |              | 7-9 place du Théâtre 26bis rue Ernestale (Lage)              | PA00107986    | Inscrit      | 1946 2000 |      |

## Liste der Objekte
- Monuments historiques (Objekte) in Arras in der Base Palissy des französischen Kultusministeriums